# Chromatografia nadkrytyczna
Chromatografia cieczowa nadkrytyczna (SFC) – odmiana chromatografii w fazie normalnej, w której fazą ruchomą jest ciecz w stanie nadkrytycznym, najczęściej dwutlenek węgla. Technika ta znajduje zastosowanie w analizie oraz oczyszczaniu związków o niskiej i średniej masie cząsteczkowej, a także substancji termicznie nietrwałych. SFC może być również wykorzystywana do rozdzielania związków chiralnych.
Zasady działania chromatografii cieczowej nadkrytycznej są zbliżone do tych stosowanych w wysokosprawnej chromatografii cieczowej (HPLC). Jednakże ze względu na wykorzystanie nadkrytycznego dwutlenku węgla jako fazy ruchomej, cały układ chromatograficzny musi pozostawać pod odpowiednim ciśnieniem. Faza nadkrytyczna, będąca stanem pośrednim pomiędzy cieczą a gazem, łączy właściwości obu tych stanów skupienia. Z tego powodu SFC bywa również określana mianem chromatografii konwergencyjnej.